# Vízijácintfélék
A vízijácintfélék (Pontederiaceae) az egyszikűek osztályának (Liliopsida), a kommelínavirágúak rendjének (Commelinales) egyik családja. Korábbi rendszerekben igen eltérő volt a csoport rokonsági kapcsolatainak és taxonómiai elhelyezésének megítélése. Eleinte a liliomok rendjének (Liliales) rokonsági körébe helyezték, majd később még a gyékényvirágzatúakkal (Typhales) és az ananászvirágúakkal (broméliák, Bromeliales) is kapcsolatba hozták őket, sőt igen nagy jelentőséget tulajdonítottak nekik, hisz mintegy összekötő kapocsnak tartották őket az ananászvirágúak és a gyömbérvirágúak (Zingiberales) illetve a gyékényvirágzatúak között (pl. Borhidi-rendszer).
A molekuláris kladisztika eredményei alapján a család helyzete most már biztosabbnak tűnik a kommelína kládon (Commelinae) a névadó kommelínavirágúak rendjében, ahová a vízijácintokon kívül még négy család tartozik (kommelínafélék – Commelinaceae; Hanguanaceae; Philydraceae; Haemodoraceae). A vízijácintféléket ezekkel a családokkal a lágy szár általános jelenléte, a létrás vastagodású szállítóelemek és a magvaikban lévő nagy mennyiségű endospermium jelenléte kapcsolja össze.

## Morfológiai jellemzésük

### A vegetatív szervek
A vízijácintfélék kifejezetten mocsári növények, erőteljes rizómájukkal a sekély vizek fenekén nőnek. Azonban ismeretesek közöttük igazi vízinövények is, melyek többé vagy kevésbé vízben lebegő életmódot folytatnak, vagy éppen a víz felszínén úsznak, illetve ismeretesek víz alá merült fajok, melyeknek fonálszerű leveleik vannak. Hajtásrendszerükre kifejezetten jellemzőek a szivacsos szerkezetű, levegővel átjárt, ún. aerenchimatikus alapszövetek.
A vízijácintok hajtásrendszere áltengelyes (szimpodiális) elágazású, azzal a sajátossággal, hogy az utolsó lomblevél és a virágzatot körülvevő buroklevél a szimpodiális hajtásrendszer le is zárja. Az utolsó lomblevél a virágzatot tartó tengelyt egy kissé félretolja, s így úgy tűnik, mintha a virágzat és annak tengelye az utolsó lomblevél nyeléből fejlődne ki. Az áltengelyes szerveződésnek megfelelően valamennyi csomóból vagy csak az alsóból járulékos gyökerek fejlődnek, melyek vagy a talajba hatolnak, vagy csak lebegnek a vízben.
A levelek majdnem mindig két sorban állnak, de egészen kivételesen spirális elhelyezkedésűek. A látszólagos tőlevélrózsa amiatt alakul ki, hogy a korlátolt növekedésű szártagok (internódiumok) utólag elcsavarodnak.
A leveleik alaktanilag igencsak nagy változatosságot mutatnak. Vannak szálas, keskeny, szalag alakú elsődleges levelek, levélhüvelyre, levélnyélre és széles, szív, tojásdad, lándzsa vagy nyíl alakú levéllemezre tagolódó másodlagos levelek, valamint hüvelyes allevelek. Alámerült fajoknál azonban – mint már olvashattuk – a másodlagos levelek is keskenyek és szálasak.

### A szaporítószervek
Virágaik kétoldalian részarányosak (ún. zigomorf virágok), igen méretesek, színesek – kék, fehér és sárga színűek –, ebből adódóan látványosak. Az egyes virágok három tagú örvökből állnak, ahol a külső lepelkör pártaszerűvé alakult, a belső lepelkörben ismét három levél van, így a virágtakaró tulajdonképpen hat tagú. A virágtakaró-levelek az aljukon többé-kevésbé csővé nőttek össze, és ez az ún. lepelcső az elvirágzás után is tovább fejlődik, és magába zárja a fejlődő termést is. A hat porzó különböző magasságban hozzánőtt az említett lepelcső falához. A három hátoldali porzó közül kettő sztaminódiummá, csökevényes, sterilis ivarlevéllé alakult, csak egy fertilis, szaporodóképes. A termő felsőállású, magháza három rekeszre tagolódik, melyben nagyszámú központi–szögleti magkezdemény található. Azonban az is előfordul, hogy a három magházrekesz közül kettő elcsökevényesedik, és csak egy marad meg, melyben csak egyetlen magkezdemény alakul maggá. A magház bibeszálban folytatódik, mely egy vagy három rövid bibében végződik.
A magházukból sokmagvú, felnyíló vagy zárt tokszerű áltermés, vagy a lepelcsőből kialakuló, kemény burokkal határolt makkszerű áltermés fejlődik ki. A magokban az embrió körül nagy mennyiségű lisztes endospermium található.

## Földtörténeti múltjuk
A vízijácintok és a többi kommelínvirágú egyszikű az alsó kréta idején, mintegy 114 millió éve térhetett külön evolúciós útra. Legközelebbi ma élő rokonaik a gyömbérvirágúak, melyekkel monofiletikus egységet, kládot alkotnak.

## Elterjedésük és jellegzetes fajaik

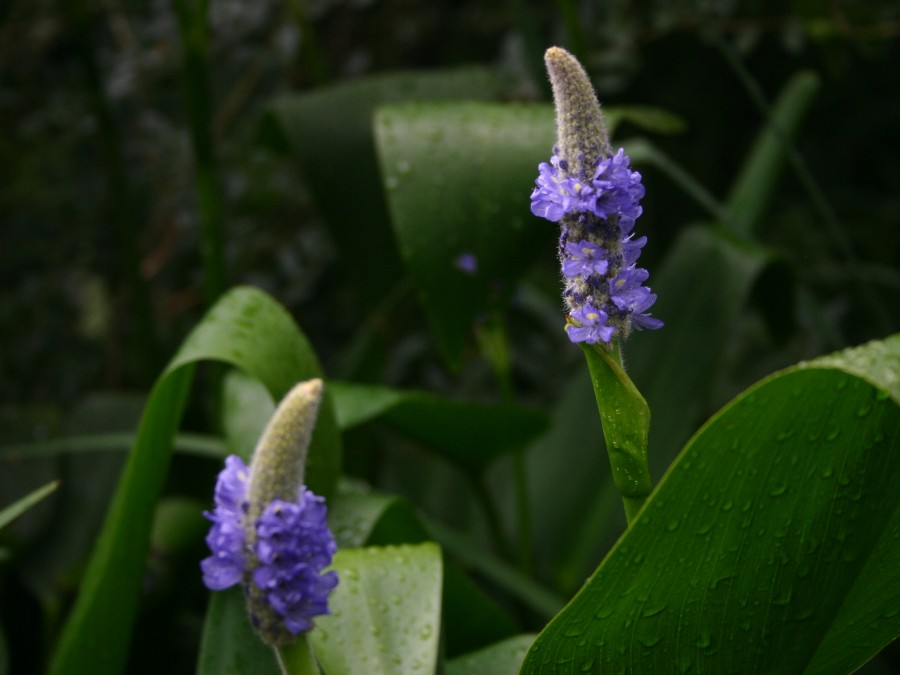
A közönséges sellővirág (Pontederia cordata)

A családba 9 nemzetség 33 faja tartozik, melyek főként trópusi és szubtrópusi területeken élnek. Fajdiverzitásuk főként az újvilágban számottevő, de a kozmopoliták, tehát az óvilági trópusi–szubtrópusi édesvizekben is megtalálhatók. Ellenben Európában vadon egyetlen fajuk sem honos.
Amerika trópusi és szubtrópusi tájain honos Eichhornia nemzetség fajai közül a közönséges vízijácint (Eichhornia crassipes) a legelterjedtebb és legismertebb, mely az Amazonas vízrendszerében őshonos. Mivel vegetatív módon is nagyon gyorsan szaporodik, kellemetlen vízigyom lett szinte mindenütt a trópusokon. Lassú folyású vizekben, tavakban, víztározók felszínén sokszor összefüggő szőnyeget képez, mellyel nagyban megnehezíti a hajózást, öntözést és halászatot. A levélnyelek levegőtől felfúvódottak, mely nagyban megkönnyíti a növény vízfelszínen való lebegését. Az álfüzéres virágzatában nagy, ibolyás bíborpirostól a kékig változós színben ülnek a nagy, pompás virágok.
Ugyancsak Amerikában őshonosak a különféle sellővirágfajok (Pontederia sp.). Ezek a növények vagy a vízfelszínen lebegnek, vagy a vízben gyökereznek. Leveleik tojásdadok, apró oválisak vagy nagy, lándzsa alakúak. A közönséges sellővirág (Pontederia cordata) Európában vízi dísznövényként igen elterjedt. Levéllemeze általában szív vagy tojásdad alakú, virágzata kalászszerű álfüzér, mely olykor a 80 cm-es hosszt is eléri.